# 러시아 사회민주당 (2001년)
러시아 사회민주당은 러시아의 사회민주주의 정당이였다. 고르바초프의 주도로 2001년 창당되었으나, 타 사회민주주의성향의 정당과 합당하며 공정 러시아당을 창당하면서 해산되었다.

## 같이 보기
- 러시아의 정치